# Mesorhynchus
Mesorhynchus är ett släkte av plattmaskar. Mesorhynchus ingår i familjen Polycystididae.
Släktet innehåller bara arten Mesorhynchus terminostylus.